# Naichō
Naichō (jap. 内調 pełna nazwa japońska 内閣 情報 調査室 Naikaku Jōhō Chōsashitsu; pol. Urząd Wywiadu i Badań Rady Ministrów) to mała japońska agencja wywiadowcza, będąca jedną z sześciu sekcji gabinetu premiera Japonii, podlegająca bezpośrednio szefowi rządu. Jest japońskim odpowiednikiem CIA.

## Zadania
Agencja jest najważniejszym organem wywiadu zagranicznego Japonii. Zatrudnia w przybliżeniu osiemdziesięcioosobowy personel, zajmujący się analizą informacji z zagranicy. Naichō korzysta m.in. z powszechnie dostępnych źródeł informacji np. zagranicznych mediów. Otrzymuje także informacje od państw sojuszniczych, zwłaszcza od Australii i USA.

## Krytyka
Naichō często krytykowana jest za skupianie się bardziej na analizie tłumaczeń z zagranicznych publikacji i innych tego typu dokumentów, niż na typowej pracy wywiadowczej. Agencji zarzuca się także szpiegowania japońskich obywateli.

### Afera szpiegowska
17 stycznia 2008 roku, 52-letni pracownik Naichō został oskarżony o przekazywanie Rosji ściśle tajnych informacji. Rosja zaprzecza tym doniesieniom. Po tym incydencie władze japońskie postanowiły zwiększyć kontrolę nad agencją. 
.